# Гнатівка (Дніпровський район)
Гна́тівка — село в Україні, у Царичанській селищній громаді Дніпровського району Дніпропетровської області. Населення за переписом 2001 року складало 214 осіб.

## Географія
Село Гнатівка знаходиться за 2,5 км від на лівого берега річки Оріль і каналу Дніпро — Донбас, на відстані 1 км від села Червона Орілька. Річка в цьому місці звивиста, утворює лимани, стариці й заболочені озера.

## Населення

### Мова
Розподіл населення за рідною мовою за даними перепису 2001 року:
| Мова       | Відсоток |
| ---------- | -------- |
| українська | 97,2 %   |
| російська  | 2,8 %    |

## Інтернет-посилання
- Погода в селі Гнатівка [Архівовано 21 грудня 2011 у Wayback Machine.]

1. ↑  Рідні мови в об'єднаних територіальних громадах України — Український центр суспільних даних